# Thomas Cocklyn
Thomas Cocklyn est un pirate anglais du début du XVIIIe siècle, connu principalement pour son association et son partenariat avec Howell Davis et Oliver La Buse. Il aurait été élu capitaine « en raison de sa brutalité et de son ignorance » lors de sa première navigation depuis New Providence en 1717.
Le 1er avril 1719, Cocklyn participa à la capture du navire esclavagiste anglais, le Bird Galley, en Afrique de l'ouest, à l'embouchure de la rivière de Sierra Leone. Les trois capitaines pirates célébrèrent leur victoire à bord du navire pendant près d'un mois avant de libérer son capitaine, William Snelgrave, et lui donnant le Bristol Snow et le reste du fret laissé à la suite d'une semaine d'occupation du navire par les pirates.
En raison de désaccords entre les capitaines, leurs chemins se séparèrent le 10 mai 1719. Par la suite, la carrière de Cocklyn et sa vie après 1719 sont non documentés.